# José Luis Guerrero
José Luis Guerrero Hernández (Celaya; 24 de agosto de 1945) es un exfutbolista mexicano que jugó de centrodelantero, que tenía como principal cualidad un remate de cabeza letal.

## Clubes
| Club                 | País   | Año       |
| -------------------- | ------ | --------- |
| Cruz Azul            | México | 1964-1971 |
| Universidad Nacional | México | 1972-1974 |

## Palmarés

### Títulos nacionales
| Título               | Equipo    | País   | Año     |
| -------------------- | --------- | ------ | ------- |
| Primera División     | Cruz Azul | México | 1968-69 |
| Copa México          | Cruz Azul | México | 1968-69 |
| Campeón de Campeones | Cruz Azul | México | 1968-69 |
| Primera División     | Cruz Azul | México | 1970    |

### Títulos internacionales
| Título                           | Equipo    | Sede   | Año  |
| -------------------------------- | --------- | ------ | ---- |
| Copa de Campeones de la Concacaf | Cruz Azul | México | 1969 |
| Copa de Campeones de la Concacaf | Cruz Azul | México | 1970 |
| Copa de Campeones de la Concacaf | Cruz Azul | México | 1971 |